# 誓い (島みやえい子の曲)
『誓い』は、島みやえい子4枚目のシングル。
2009年初のシングル。前作に引き続き映画「ひぐらしのなく頃に」の主題歌である。なお今作には初回限定盤は存在しない。曲の途中に『奈落の花』でも使われていたサウンドエフェクトが使用されている。

## 収録曲
1. 誓い
作詞：島みやえい子／作曲：中沢伴行／編曲：中沢伴行、尾崎武士
映画「ひぐらしのなく頃に誓」主題歌
2. OXISOLS
作詞：島みやえい子／作曲・編曲：SORMA No.1
3. 誓い（Instrumental）
4. OXISOLS（Instrumental）